# Günter Völker
Günter Völker (* 6. Oktober 1935 in Kassel; † 3. September 2020 in Wuppertal) war ein deutscher Versicherungsmanager. Zwischen 1981 und 1998 war er Vorsitzender der Vorstände der Barmenia und ihrer Tochtergesellschaften, ab 1983 unter dem Titel Generaldirektor. Bis 2013 war er anschließend Aufsichtsratsvorsitzender der Versicherungsgruppe.

## Beruflicher Werdegang
Völker studierte Volkswirtschaftslehre an der Johann Wolfgang Goethe-Universität Frankfurt am Main sowie der Philipps-Universität Marburg, dort graduierte er 1960 mit einem Diplom. Ab 1966 war er für die Barmenia Versicherungen tätig, dort leitete er als Prokurist bei den Kranken-, Lebens- und Sachversicherungstöchtern bis Ende 1974 die Bereiche Betriebsorganisation und Datenverarbeitung. In seinen Zuständigkeitsbereich fielen während dieser Zeit die betriebsorganisatorische Eingliederung der Sachversicherungstochter in den Konzern sowie die mit einer ebenfalls betriebsorganisatorischen Eingliederung verbundene Sitzverlegung der Barmenia Lebensversicherung von Hamburg an den Gruppenstandort nach Wuppertal 1971 und EDV-spezifische Entwicklungen zur Modernisierung des Unternehmens. Anschließend wurde er bei der Krankenversicherungstochter in den Vorstand berufen, kurze Zeit später übernahm er auch bei den anderen beiden Versicherungsunternehmen Vorstandsaufgaben wahr. 1981 übernahm er als Vorstandsvorsitzender die Geschicke der gesamten Versicherungsgruppe, 1983 wurde er zum Generaldirektor ernannt. Unter seiner Leitung wuchs das Unternehmen, profitierte aber insbesondere auch am Ende des Jahrzehnts wie die gesamte private Krankenversicherungsbranche von der Gesundheitsreform 1989 unter Sozialminister Norbert Blüm.
Im Juli 1998 trat Völker in den Ruhestand, neuer Vorstandsvorsitzender der Barmenia wurde Josef Beutelmann. Er wechselte in der Folge in die Aufsichtsräte der drei Barmenia-Versicherungsunternehmen, bei den er zum Vorsitzenden bestimmt wurde, sowie als einfaches Mitglied in den Aufsichtsrat der Barmenia-Beteiligungsgesellschaft. 2013 beerbte Beutelmann ihn dort ebenfalls.
Parallel zu seiner Tätigkeit bei der Barmenia engagierte sich Völker als Handelsrichter am Wuppertaler Landgericht sowie in verschiedenen Interessenverbänden und der Wuppertaler Kulturpolitik. Lange Zeit saß er im Präsidial- sowie Betriebswirtschaftsausschuß des Gesamtverbandes der Deutschen Versicherungswirtschaft sowie im Haupt- und Betriebstechnikausschuß des PKV-Verbands. Zudem war er Vorsitzender des Vereins der Freunde der Wuppertaler Bühnen und des Sinfonieorchesters Wuppertal, dabei setzte er sich maßgeblich für den Bau des Theaters am Engelsgarten ein.
Im Dezember 1991 erhielt Völker aus der Hand der Wuppertaler Oberbürgermeisterin Ursula Kraus das Bundesverdienstkreuz am Bande.